# Filip György
Filip György (Dorog, 1966. június 21.) magyar rockzenész, énekes, gitáros, zeneszerző, dalszövegíró, labdarúgó, sportoló, rendezvényszervező.

## Pályafutása

### Labdarúgóként
Fiatalon sportolóként indult a pályafutása. 1977 és 1983 között a Dorogi AC utánpótlás csapatának igazolt játékosa volt. Posztja, bal oldali hátvéd. Az ifjúsági csapatban olyan neves játékostársai voltak, mint Füle Antal, Belányi István, vagy Szedlacsek István, akikkel később a felnőtt csapatban is együtt játszott. Edzője Palotás Imre majd Varga János volt. Gabala Ferenc vezetőedző irányítása alatt került a felnőtt csapathoz az 1983-1984-es bajnoki évadban. Első bajnoki mérkőzésén a Székesfehérvári MÁV Előre ellen lépett pályára 1983. október 16-án, amely 5-3-s dorogi győzelemmel zárult.
1985-ben megkapta a katonai behívóját. A sorkatonai szolgálat letöltése után, 1997-ben a francia Le Fayet csapatához szerződött, azonban egy makacs sérülés miatt idő előtt kénytelen volt befejezni a versenyszerű játékot.

### Atlétaként
A labdarúgással párhuzamosan atletizált is. Elsősorban különböző futószámokban szerepelt. Számos versenyen ért el dobogós helyezést. Legkiemelkedőbb sikereinek egyike a kaposvári kismaratonon szerzett aranyjelvényes minősítés volt 1982-ben.

### Zenészként
A versenyszerű sport kényszerű feladását követően a zene felé fordult. Az 1980-as évek végén csatlakozott a Tűzkerék Revival Bandhez, ahol énekes volt, valamint szájharmonikázott. A csapattal 1990-ben készítették el a Radics Béla emléklemezüket, Megátkozott ember címmel, amelynek zenei producere Koltay Gergely és Som Lajos volt. 
1991-ben alapította meg saját zenekarát, a Harley Davidson Bandet, amellyel komoly sikereket értek el és nagy népszerűségre tettek szert országszerte és a szomszédos országokban. A formáció frontembere és az egyik gitárosa is volt egyben. Összesen négy stúdióalbumuk jelent meg CD-n és kazettán, ezen kívül készült számos videóklip is és egyéb filmfelvétel.
Dalaik többször csendültek fel különböző televíziós és rádiós csatornákon. Zenés riportfilmet készített velük többek között a Duna Televízió, vagy az egykori népszerű zenei műsor, a Különjárat. A zenekar tagja volt Tóth Renáta is, aki később a Kormorán együttessel szerzett további hírnevet, azonban napjainkig is olykor fellép közös produkciókban és szerepet vállalt néhány lemezfelvételen is.
2001-ben hívta életre a Soundtrack nevű zenekarát, amellyel Tarantino népszerű filmzenéit vitték színpadra hatalmas sikerrel. 2008-ban alakult a jelenlegi csapata, a Filip Gyuri Band. Repertoárjukban átmenekítettek számos Tarantino-alkotást is. Eddigi zenei pályafutása során számos olyan neves zenész és zenekar vendégeként szerepelt, mint Deák Bill Gyula, a Sing Sing, a Sex Action, vagy éppen a P. Mobil. 2012-ben és 2013-ban is az ő nevéhez fűződik a Bon Scott emlékkoncert, ahol 20 zenésszel közösen adják elő a leghíresebb AC/DC dalokat, a közönség nagy örömére. A vendégzenészek névsorában olyan hazai sztárokat találhatunk, mint Kovács Áron, Dandó Zoltán, Sipos Péter, Váry Marci, Boros Pöpi, Barbaró Attila, Gubás Tibi.... A Filip Gyuri Band koncertjein, rendszeresen láthatóak neves vendégzenészek és fiatal tehetségek is.

### Egyéb tevékenységei
Az aktív zenélés és koncertezés mellett is igen sokoldalú. Több koncertet, fesztivált, valamint az 1990-es évek elejétől a hazánkban is igen népszerű és nagy tömegeket vonzó motorostalálkozót szervezett. Ezen felül műsorvezetéssel és hangosítással is foglalkozik.
Eredeti szakmáját tekintve autószerelő, amelyet a motoros hobbijában tud kamatoztatni. Saját építésű, egyedi motorokat is alkot, gyakori szereplője volt a Born to be Wild motoros magazinnak.
Szabadidejében változatlanul sportol. Gyakran lép pályára a dorogi kispályás labdarúgó bajnokságban és tornákon. Szeret úszni és túrázni, leggyakrabban a Pilis hegységben és a Dunakanyar hegyeiben. 1999-ben teljesítette a Kinizsi Százas túrát, ahol az első tíz között sikerült célbaérnie.

## Diszkográfia

### Tűzkerék Revival Band
- Megátkozott ember (1990)

### Harley Davidson Band
- Oh Yeah! (1993)
- Milwaukee Iron (1995)
- Szenvedély (1997)
- Flört (1999)

### Szóló
- Csak a zene marad (2009)
- Hangulataim (2023)